# Финляндия на «Евровидении-2013»
Финляндия принимала участие в конкурсе песни Евровидение 2013 в Мальмё, Швеция, представив своего исполнителя, избранного посредством национального отборочного конкурса. Финский национальный конкурс Uuden Musiikin Kilpailu (UMK) организован финской телерадиокомпанией YLE.

## Национальный финал
4 июня 2012 года телерадиоканал YLE подтвердил участие Финляндии в конкурсе песни Евровидение 2013 в Мальмё.
В 2012 году после изменения формата своего национального отборочного конкурса, получившего название «Uuden Musiikin Kilpailu» (UMK), Финляндия перешла к системе в ходе которой каждый желающий может подать свою заявку на участие в конкурсе (для участия в конкурсе 2013 года заявки подавались с 3 по 16 сентября 2012 года) и отправив свою демозапись на телеканал YLE.
По правилам конкурса хотя бы один из авторов песен должен иметь финское гражданство или иметь недвижимость на территории Финляндии. От одного исполнителя могла быть послана только одна песня, которая при этом не участвует в национальном отборе от других стран. Исполнителю на май 2013 года должно исполниться 16 лет.
26 сентября 2012 года было принято 470 заявок на участие в конкурсе, что меньше, чем в прошлом году.
29 ноября 2012 года YLE были объявлены 12 исполнителей, которые в ходе предстоящих туров будут бороться за победу в национальном отборочном конкурсе.

### Первый отборочный тур
| Порядок | Исполнитель      | Песня                    | Музыка & слова (м & с)                                  | Результат |
| ------- | ---------------- | ------------------------ | ------------------------------------------------------- | --------- |
| 1       | Iina Salin       | «Last Night»             | Iina Salin (м & с), Tommi Gröhn (м)                     | Полуфинал |
| 2       | Last Panda       | «Saturday Night Forever» | Henry Tikkanen (м & с), Aapo Immonen (м & с)            | Полуфинал |
| 3       | Микаэль Саари    | «We Should Be Through»   | Микаэль Саари (м & с)                                   | Финал     |
| 4       | Ilari Hämäläinen | «Sytytä mut vaan»        | Ilari Hämäläinen (м & с)                                | Выбыл     |
| 5       | Rautakoura       | «Ilmalaivalla»           | Lauri Häme (м & с)                                      | Полуфинал |
| 6       | Diandra          | «Colliding Into You»     | Patrick Sarin (м), Leri Leskinen (м), Sharon Vaughn (с) | Финал     |

### Второй отборочный тур
| Порядок | Исполнитель      | Песня                             | Музыка & слова (м & с)                                                                               | Результат |
| ------- | ---------------- | --------------------------------- | --- | --------- |
| 1       | Atlético Kumpula | «Paperilyhty»                     | Kyösti Salokorpi (м & с)                                                                             | Выбыли    |
| 2       | Криста Сиегфридс | «Marry Me»                        | Криста Сиегфридс (м & с), Erik Nyholm (м & с), Kristofer Karlsson (м & с), Jessika Lundström (м & с) | Финал     |
| 3       | Lucy Was Driving | «Dancing All Around The Universe» | Lucy Was Driving (м), Otso Koskelo (с)                                                               | Полуфинал |
| 4       | Arion            | «Lost»                            | Iivo Kaipainen (м & с)                                                                               | Финал     |
| 5       | Elina Orkoneva   | «He’s Not My Man»                 | Elina Orkoneva (м & с)                                                                               | Полуфинал |
| 6       | Great Wide North | «Flags»                           | Kaj Kiviniemi (м & с), Mika Kiviniemi (м)                                                            | Полуфинал |

### Полуфинал
| Порядок | Исполнитель      | Песня                             | Музыка & слова (м & с)                       | Результат |
| ------- | ---------------- | --------------------------------- | -------------------------------------------- | --------- |
| 1       | Last Panda       | «Saturday Night Forever»          | Henry Tikkanen (м & с), Aapo Immonen (м & с) | Финал     |
| 2       | Elina Orkoneva   | «He’s Not My Man»                 | Elina Orkoneva (м & с)                       | Финал     |
| 3       | Rautakoura       | «Ilmalaivalla»                    | Lauri Häme (м & с)                           | Выбыли    |
| 4       | Great Wide North | «Flags»                           | Kaj Kiviniemi (м & с), Mika Kiviniemi (м)    | Финал     |
| 5       | Iina Salin       | «Last Night»                      | Iina Salin (м & с), Tommi Gröhn (м)          | Выбыла    |
| 6       | Lucy Was Driving | «Dancing All Around The Universe» | Lucy Was Driving (м), Otso Koskelo (с)       | Финал     |

### Финал
Финал национального конкурса в котором приняло участие 8 исполнителей состоялся 9 февраля 2013 года на сцене Барона Арена в Эспоо. Победителем национального финала стала Криста Сиегфридс с песней «Marry Me».
| Порядок | Исполнитель      | Песня                             | Музыка & слова (м & с)                                                                               | Результат |
| ------- | ---------------- | --------------------------------- | --- | --------- |
| 1       | Arion            | «Lost»                            | Iivo Kaipainen (м & с)                                                                               |           |
| 2       | Elina Orkoneva   | «He’s Not My Man»                 | Elina Orkoneva (м & с)                                                                               |           |
| 3       | Lucy Was Driving | «Dancing All Around The Universe» | Lucy Was Driving (м), Otso Koskelo (с)                                                               |           |
| 4       | Криста Сиегфридс | «Marry Me»                        | Криста Сиегфридс (м & с), Erik Nyholm (м & с), Kristofer Karlsson (м & с), Jessika Lundström (м & с) | 1         |
| 5       | Last Panda       | «Saturday Night Forever»          | Henry Tikkanen (м & с), Aapo Immonen (м & с)                                                         |           |
| 6       | Микаэль Саари    | «We Should Be Through»            | Микаэль Саари (м & с)                                                                                | 2         |
| 7       | Great Wide North | «Flags»                           | Kaj Kiviniemi (м & с), Mika Kiviniemi (м)                                                            |           |
| 8       | Diandra          | «Colliding Into You»              | Patrick Sarin (м), Leri Leskinen (м), Sharon Vaughn (с)                                              | 3         |

## На конкурсе Евровидение
11 мая 2013 года гостиница в Мальмё, где разместились делегации Финляндии, Израиля и Великобритании, была оцеплена полицией в связи с обнаружением подозрительной сумки, возможно, содержащей взрывное устройство. Проверка не выявила опасных предметов в сумке, оцепление было снято.
16 мая 2013 года исполнительница из Финляндии Криста Сиегфридс выступила во втором полуфинале и, заняв 9 место среди 17 участников, вышла в финал.
18 мая Сиегфридс выступила в финале конкурса. Получив 13 очков, она заняла 24 место (среди 26 участников).

### Голоса от Финляндии
| 12 очков | Исландия    |
| 10 очков | Норвегия    |
| 8 очков  | Венгрия     |
| 7 очков  | Греция      |
| 6 очков  | Швейцария   |
| 5 очков  | Мальта      |
| 4 очка   | Румыния     |
| 3 очка   | Азербайджан |
| 2 очка   | Израиль     |
| 1 очко   | Сан-Марино  |

| 12 очков | Норвегия   |
| 10 очков | Венгрия    |
| 8 очков  | Нидерланды |
| 7 очков  | Дания      |
| 6 очков  | Эстония    |
| 5 очков  | Исландия   |
| 4 очка   | Швеция     |
| 3 очка   | Бельгия    |
| 2 очка   | Россия     |
| 1 очко   | Греция     |